# Джош Лейво
Джош Лейво (англ. Josh Leivo, нар. 26 травня 1993, Іннісфіл) — канадський хокеїст, крайній нападник клубу НХЛ «Ванкувер Канакс».

## Ігрова кар'єра

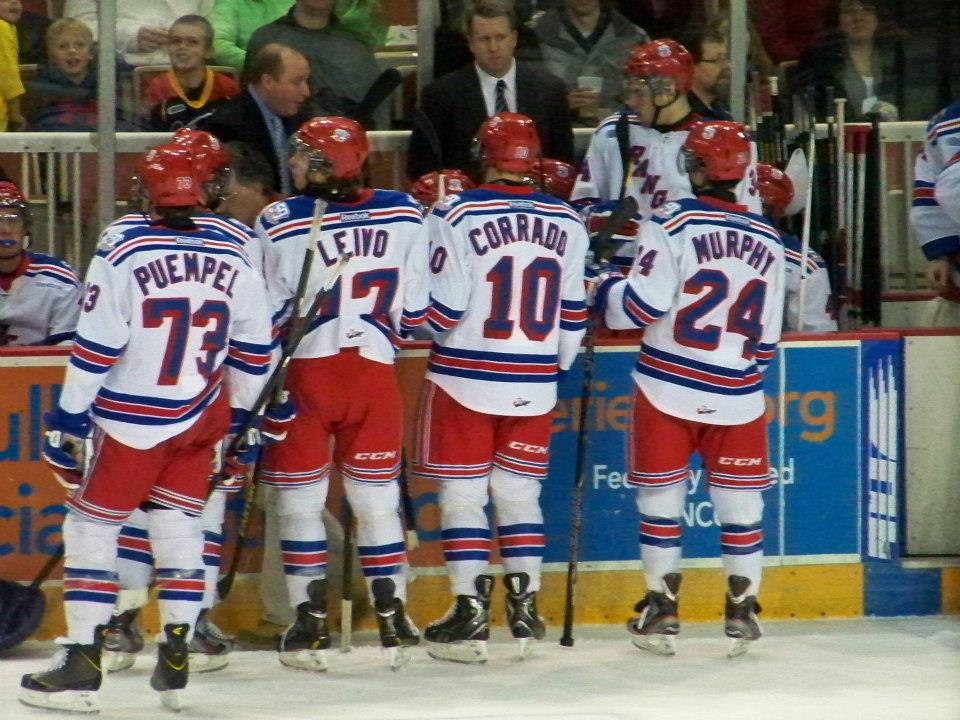
Лейво в складі «Кітченер Рейнджерс» (сезон 2012–13).

Хокейну кар'єру розпочав 2010 року виступами за юніорську команду «Садбері Вулвс» (ОХЛ). У складі «вовків» відіграв три сезони.
2011 року був обраний на драфті НХЛ під 86-м загальним номером командою «Торонто Мейпл-Ліфс».
8 січня 2013 Джош уклав контракт з іншим клубом ОХЛ «Кітченер Рейнджерс», а 16 квітня 2013 з командою з АХЛ «Торонто Марліс».
Сезон 2013/14 нападник розпочав у складі «Марліс». 10 жовтня 2013 дебютує в основному складі «Торонто Мейпл-Ліфс» в переможному матчі 4–0 проти «Нашвілл Предаторс». 17 жовтня відзначився і першим голом, закинувши шайбу в ворота Кем Ворда з «Кароліна Гаррікейнс».
7 січня 2016 року Лейво обрано на матч всіх зірок АХЛ. 21 липня 2016 Джош укладає новий дворічний контракт з «Мейпл-Ліфс».
Після 27 матчів регулярного чемпіонату 2018/19 Лейво був проданий до клубу НХЛ «Ванкувер Канакс». 5 липня 2019 сторони уклали однорічний контракт на 1,5 мільйона доларів.

## Статистика
| 2010–11      | «Садбері Вулвс»      | ОХЛ          | 64  | 13 | 17 | 30 | 37 | 8  | 6 | 7 | 13 | 4  |
| 2011–12      | «Садбері Вулвс»      | ОХЛ          | 66  | 32 | 41 | 73 | 61 | 4  | 2 | 1 | 3  | 6  |
| 2011–12      | «Торонто Марліс»     | АХЛ          | 1   | 0  | 0  | 0  | 0  | —  | — | — | —  | —  |
| 2012–13      | «Садбері Вулвс»      | ОХЛ          | 34  | 19 | 25 | 44 | 34 | —  | — | — | —  | —  |
| 2012–13      | «Кітченер Рейнджерс» | ОХЛ          | 29  | 10 | 19 | 29 | 18 | 10 | 3 | 9 | 12 | 8  |
| 2012–13      | «Торонто Марліс»     | АХЛ          | 4   | 0  | 2  | 2  | 2  | 3  | 0 | 1 | 1  | 0  |
| 2013–14      | «Торонто Марліс»     | АХЛ          | 59  | 23 | 19 | 42 | 27 | 12 | 3 | 5 | 8  | 2  |
| 2013–14      | «Торонто Мейпл-Ліфс» | НХЛ          | 7   | 1  | 1  | 2  | 0  | —  | — | — | —  | —  |
| 2014–15      | «Торонто Марліс»     | АХЛ          | 51  | 11 | 21 | 32 | 44 | 5  | 1 | 5 | 6  | 0  |
| 2014–15      | «Торонто Мейпл-Ліфс» | НХЛ          | 9   | 1  | 0  | 1  | 4  | —  | — | — | —  | —  |
| 2015–16      | «Торонто Марліс»     | АХЛ          | 51  | 17 | 31 | 48 | 14 | 15 | 4 | 8 | 12 | 12 |
| 2015–16      | «Торонто Мейпл-Ліфс» | НХЛ          | 12  | 5  | 0  | 5  | 6  | —  | — | — | —  | —  |
| 2016–17      | «Торонто Марліс»     | АХЛ          | 5   | 0  | 0  | 0  | 6  | —  | — | — | —  | —  |
| 2016–17      | «Торонто Мейпл-Ліфс» | НХЛ          | 13  | 2  | 8  | 10 | 4  | —  | — | — | —  | —  |
| 2017–18      | «Торонто Мейпл-Ліфс» | НХЛ          | 16  | 1  | 3  | 4  | 6  | —  | — | — | —  | —  |
| 2018–19      | «Торонто Мейпл-Ліфс» | НХЛ          | 27  | 4  | 2  | 6  | 7  | —  | — | — | —  | —  |
| 2018–19      | «Ванкувер Канакс»    | НХЛ          | 49  | 10 | 8  | 18 | 25 | —  | — | — | —  | —  |
| Усього в НХЛ | Усього в НХЛ         | Усього в НХЛ | 133 | 24 | 22 | 46 | 52 | —  | — | — | —  | —  |